# Козлув (гміна Висьмежице)
Козлув (пол. Kozłów) — село в Польщі, у гміні Висьмежиці Білобжезького повіту Мазовецького воєводства.
Населення — 139 осіб (2011).
У 1975-1998 роках село належало до Радомського воєводства.

## Демографія
Демографічна структура станом на 31 березня 2011 року:
|          | Загалом | Допрацездатний вік | Працездатний вік | Постпрацездатний вік |
| -------- | ------- | ------------------ | ---------------- | -------------------- |
| Чоловіки | 68      | 21                 | 38               | 9                    |
| Жінки    | 71      | 14                 | 35               | 22                   |
| Разом    | 139     | 35                 | 73               | 31                   |